# 안현로 (평택시)
안현로(Anhyeon-ro)는 경기도 평택시 현덕면 기산교차로와 안중읍 금곡삼거리를 잇는 26.7 km의 도로이다.

## 주요 경유지
경기도
- 평택시(현덕면 . 안중읍)

## 노선
| 이름               | 접속노선                | 소재지 | 소재지 | 비고 |
| ------------------ | ----------------------- | ------ | ------ | ---- |
| 기산교차로         | 국도제39호선 (서해로)   | 평택시 | 현덕면 |      |
| 현덕교             |                         | 평택시 | 현덕면 |      |
| 도대2리삼거리      | 도대1로                 | 평택시 | 현덕면 |      |
| 현덕우체국앞사거리 | 현덕로                  | 평택시 | 현덕면 |      |
| (이름없음)         | 안현로서9길 송담1로     | 평택시 | 안중읍 |      |
| (이름없음)         | 안현로서7길 송담6길     | 평택시 | 안중읍 |      |
| 동우빌딩앞사거리   | 안현로서3길 송담3길     | 평택시 | 안중읍 |      |
| 안중오거리         | 국도제38호선 (서동대로) | 평택시 | 안중읍 |      |
| 금곡삼거리         | 국도제39호선 (서해로)   | 평택시 | 안중읍 |      |

## 주요 건물 및 시설
- HD현대오일뱅크 비원주유소 (안현로 238/인광리 217-5)
- KB국민은행 안중지점 (안현로 300/송담리 855-1)
- 파스쿠찌 평택안중점 (안현로 338/송담리 833-4)
- 도미노피자 안중점 (안현로 372/안중리 477-1)
- 신협 경기제일신협 본점 (안현로 381/안중리 307)
- KT 안중빌딩 (안현로 398/안중리 445-15)
- 안중읍 행정복지센터 (안현로 400/안중리 445-16)
- 경기물류고등학교 (안현로 403/안중리 293-46)
- 기아자동차 안중지점 (안현로 438/안중리 229-2)
- S-OIL LPG충전소 안중충전소 (안현로 544/안중리 195-8)